# Tội ác chiến tranh

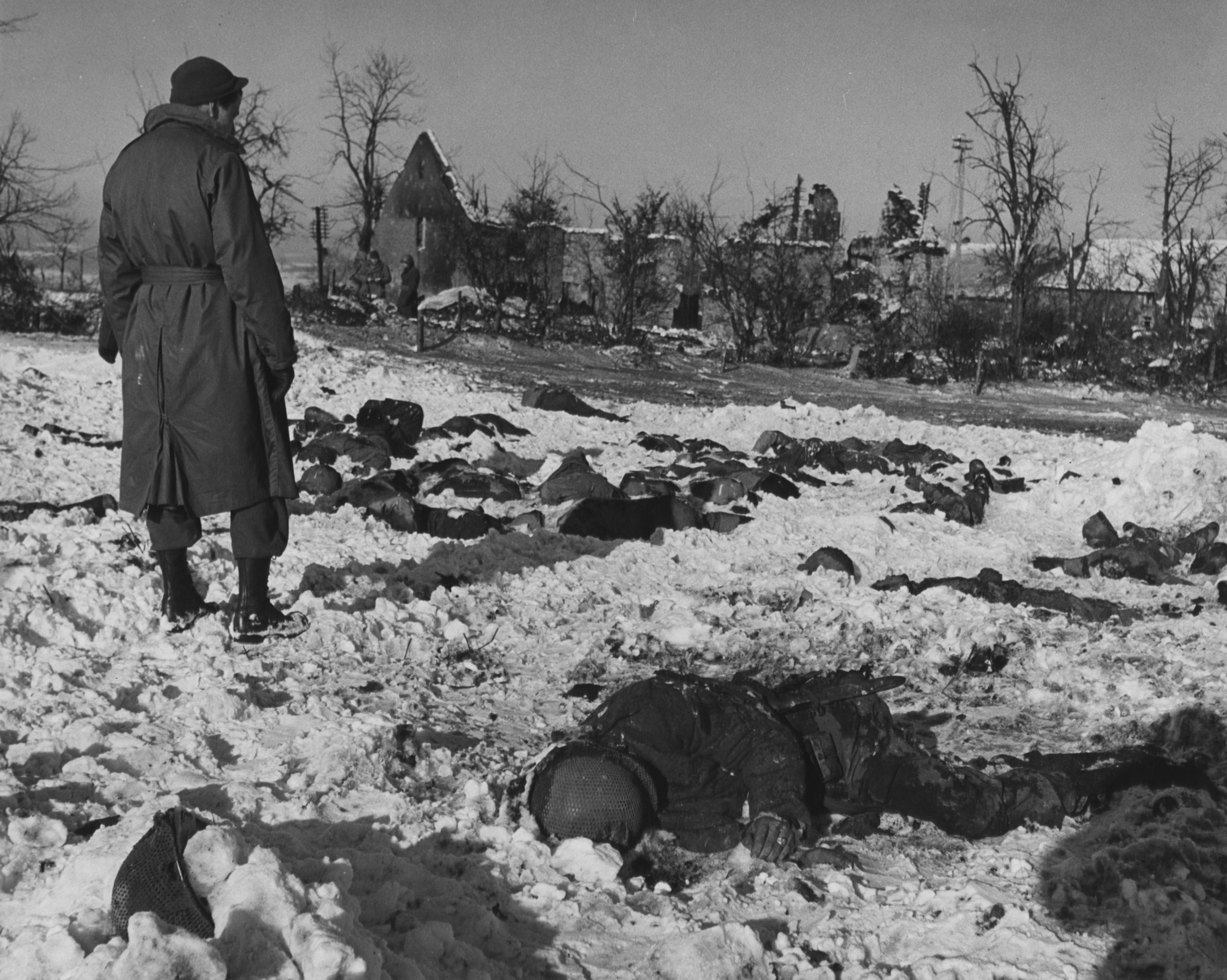
Một người lính Hoa Kỳ đang nhìn các nạn nhân trong vụ thảm sát Malmedy (17 tháng 12 năm 1944), trong đó có 84 tù binh Hoa Kỳ đã bị sát hại bởi lực lượng Waffen-SS tại Bỉ

Tội ác chiến tranh (Tiếng Anh: war crime)  là hành vi vi phạm nghiêm trọng luật pháp quốc tế áp dụng trong chiến tranh hay xung đột vũ trang (còn gọi là Luật Nhân đạo quốc tế). Đây là một trong những tội ác được quy định trong Điều ước do đại diện chính phủ các nước Liên Xô, Hoa Kỳ, Anh, Pháp thỏa thuận tại Luân Đôn vào ngày 8 tháng 8 năm 1945. Ví dụ về các hành vi đó bao gồm "giết người, ngược đãi hoặc chuyển người dân dân sự của một lãnh thổ bị chiếm đóng vào các trại lao động nô lệ", "các vụ giết người hoặc ngược đãi các tù nhân chiến tranh", giết các con tin, "phá hủy bừa bãi các thành phố, thị xã, làng, và tàn phá không có lý do cần thiết quân sự, hoặc dân sự".
Khái niệm tương tự, chẳng hạn như sự phản trắc, đã tồn tại trong nhiều thế kỷ như là thông lệ giữa các quốc gia văn minh, nhưng những thông lệ này đã luật lệ hóa lần đầu tiên trong luật pháp quốc tế trong các Các Công ước La Hay 1899 và 1907. Khái niệm hiện đại của một tội phạm chiến tranh đã được tiếp tục phát triển dưới sự bảo trợ của Tòa án Nuremberg dựa vào định nghĩa trong Hiến chương Luân Đôn đã được xuất bản vào ngày 8 tháng 8 năm 1945. (Xem Nguyên tắc Nuremberg.) Cùng với các tội ác chiến tranh, Hiến chương tội phạm cũng được định nghĩa chống lại hòa bình và tội ác chống nhân loại, mà thường được cam kết trong cuộc chiến tranh và phối hợp với tội ác chiến tranh.